# Венсен
Венсе́н (фр. Vincennes) — коммуна в департаменте Валь-де-Марн в восточном пригороде Парижа, расположенная в 6,7 км от центра города, на окраине Венсенского леса, где находится Венсенский зоопарк. Из Парижа до Венсена можно доехать на метро. Население — 49 831 жителей (2012). Один из самых густонаселённых муниципалитетов в Европе.

## История

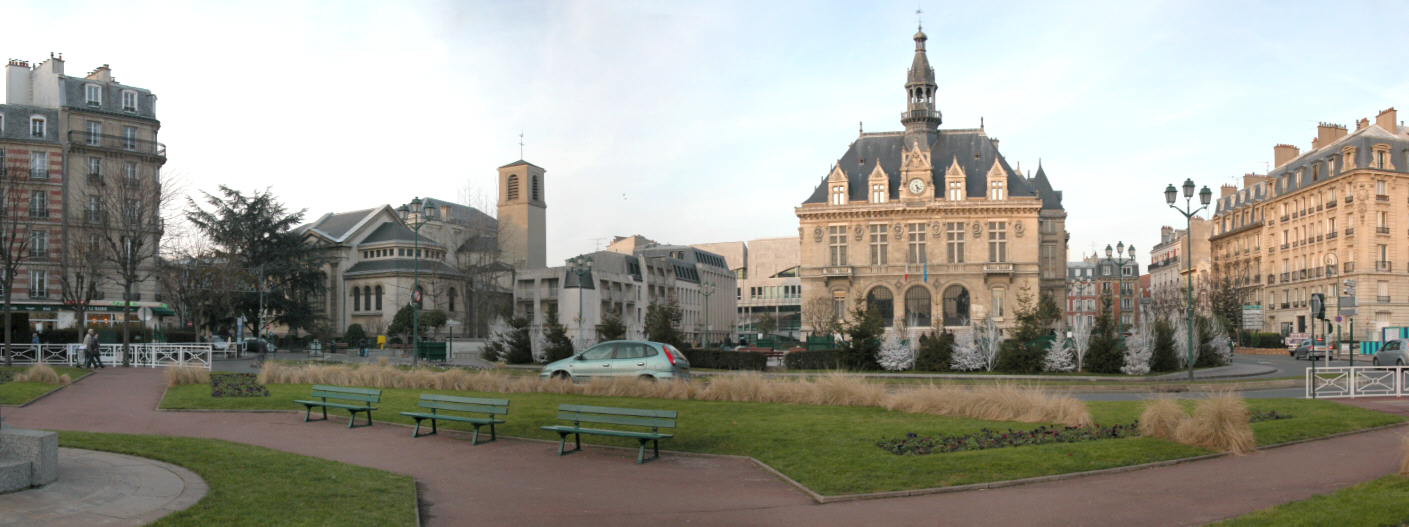
Центральная площадь Венсена

Венсен известен в первую очередь как местонахождение королевской резиденции, Венсенского замка, в котором умерли пять королей (Людовик X, Филипп V, Карл IV, Карл IX, Генрих V), а также кардинал Мазарини. При Людовике XIII в замке томились фрондёры — Великий Конде и кардинал де Рец, а в XVIII веке — деятели Просвещения, Дени Дидро и граф Мирабо, а также маркиз де Сад. 
С конца 1730-х годов и до перевода в Севр здесь работала Венсенская фарфоровая мануфактура. Здесь, в самом городе,  в эмиграции жил украинский анархист Нестор Махно.

## Административные функции
В Венсене на территории военного городка Форт-Нёф размещаются Служба информации и вербовки (CIRFA) и Управление службы здравоохранения Вооружённых сил Франции, штаб 24-го пехотного полка сухопутных войск, строится новая штаб-квартира DGSE.